# IBM Public License
Die IBM Public License (IPL) ist eine von IBM entworfene Open-Source-Lizenz, die von der Open Source Initiative und von der Free Software Foundation (FSF) anerkannt wird, jedoch inkompatibel zur GNU General Public License (GPL) ist.
Im Unterschied zur GNU GPL lässt sie den Publisher oder Veröffentlicher (Distributor) für die lizenzierte Software haften. Laut IBM erleichtert dies die kommerzielle Verwendung von Programmen, ohne diejenigen, die an der Software mitarbeiten, dem Risiko auszusetzen, für Programmfehler haftbar gemacht zu werden. Die Befürworter der Lizenz führen an, dass sie klarer als die GNU GPL definiert, wer für die Software verantwortlich ist.
Die Lizenz ist inkompatibel zur GNU GPL, weil sie zusätzliche Einschränkungen enthält. Laut der FSF „setzt [die IPL] bestimmte Patentlizenzen voraus, die die GPL nicht benötigt. (Wir glauben nicht, dass solche Patentlizenzanforderungen in sich eine schlechte Idee sind, aber sie sind dennoch inkompatibel zur GNU GPL)“ (Original (englisch): “it requires certain patent licenses be given that the GPL does not require. (We don't think those patent license requirements are inherently a bad idea, but nonetheless they are incompatible with the GNU GPL.)”)
Die IPL unterscheidet sich auch bei der Behandlung von Softwarepatenten von der GNU GPL, indem sie die Lizenz kündigt, sobald es zu Patentstreitigkeiten kommt.
Die Lizenz wurde wegen Bestimmungen in der Sektion 4 kritisiert, die von kommerziellen Distributoren des lizenzierten Quellcodes verlangt, alle, die einen Beitrag zu diesem Quellcode geleistet haben, für gerichtliche Kosten zu entschädigen, die durch eventuelle Klagen von Nutzern der Software entstehen könnten. Es wurde bemängelt, dass kleine Distributoren (wie etwa Linuxdistributionen, die auf CDs verkauft werden) gezwungen wären, für theoretisch unbegrenzt hohe Gerichtskosten Schadensersatz zu leisten.
Beispiele für Software, die mit der IPL lizenziert wurde, sind Postfix, ein Mail Transfer Agent, sowie Jikes ein nicht mehr betreuter Java-Compiler.